# Iglesia de San Pedro (Cuenca)
La iglesia de San Pedro está situada en la parte más alta de Cuenca (España). Debió ser construida con tres naves y torre a los pies poco tiempo después de que la ciudad fuera conquistada por Alfonso VIII. A mediados del siglo XV, cuando se produjeron las luchas entre Diego Hurtado de Mendoza, marqués de Cañete, y el obispo Lope de Barrientos, la iglesia de San Pedro desempeñó un papel importante, pues en ella se hicieron fuertes los partidarios de este último.
En el siglo XVI, la fábrica medieval apenas sufrió alteraciones. Sólo hay noticia documental de que el albañil Alonso de Torres contrató la obra de yesería de una capilla, conforme a la traza que le habían entregado. Tal vez se pueda identificar esta capilla con la de San Marcos, cuya construcción patrocinó Miguel Enríquez, que era capellán de la catedral de Cuenca. La capilla, que según se puede leer en el friso, fue terminada en 1604, se cubre con un magnífico artesonado ochavado de tradición mudéjar. Más tarde, esta capilla pasó a ser propiedad de los condes de Toreno.
En el siglo XVII, la torre de la iglesia estaba en tan mal estado que amenazaba ruina. A fines de 1660, se decidió proceder lo antes posible a su reedificación, con el fin de detener ese proceso de deterioro e impedir su hundimiento.
Se encargó entonces a los maestros de cantería Pedro Salinas, Andrés Martínez y Simón Martínez que hicieran unas trazas de la torre; trazas que fueron revisadas por don Juan del Pontón. Este arquitecto, que era maestro mayor de las obras del Obispado, se inclinó por el proyecto presentado por Pedro Salinas; aunque no por ello dejó de resaltar la calidad de los diseños realizados por los otros maestros. Asimismo, Pontón redactó unas condiciones, en las que se ocupaba de los materiales, medidas, etc., de la torre, e hizo especial hincapié en que el chapitel se debía recubrir con teja, que era mejor que la pizarra, y en que de ninguna manera se hiciera con hoja de lata, pues se estropeaba y tenía corta vida.
Cuando se conoció este informe, la obra se sacó a subasta; y el 8 de febrero de 1661 se adjudicó al maestro de cantería Gregorio Pastor por la cantidad de 3.300 reales.
En el siglo XVIII, durante el episcopado de don José Flórez Osorio, la iglesia, como otras muchas de la diócesis de Cuenca, fue totalmente renovada; y el encargado de esta renovación, una vez más, fue el arquitecto don José Martín de Aldehuela.
La remodelación de la antigua iglesia, de la que queda el artesonado de la capilla de los condes de Toreno, que es una labor de finales del siglo XVI, así como el campanario, es un claro ejemplo de las adecuadas soluciones que, en los solares irregulares de ciudad, supo dar don José Martín de Aldehuela.
En este caso, la planta es un octógono en el que se inscribe una circunferencia, a cuyo perímetro se adosan pilastras, entre las que se voltean arcos de medio punto, que configuran un espacio menos movido de lo que es habitual en la obra del artista. La cubrición de la capilla evidencia el diseño octogonal de la planta. No obstante, en este espacio centralizado, el ábside, que también es poligonal, marca un claro eje; al extremo del cual se sitúa la fachada, constituida por la portada y la torre, aquella queda desplazada del centro del hastial. Sobre la puerta se dispone un pequeño coro.
Este espacio circular, que es recorrido por una cornisa denticulada ampliamente resaltada, se cierra con cúpula sobre tambor, cuyas ventanas, de forma mixtilínea, están muy de acuerdo con la estética de don José Martín. También la rocalla, que adorna capiteles y guarniciones de huecos, es un motivo ornamental empleado con frecuencia por este arquitecto. Asimismo, la portada es muy ilustrativa del arte de don José Martín, con el arco de medio punto de tronco de cono entre pilastras cajeadas y nichos avenerados a ambos lados; lo mismo puede decirse de la superposición de la cornisa, que se incurva ligeramente, y de la curiosa decoración incisa que une el cuerpo inferior con el nicho del cuerpo alto enmarcado por pilastras jónicas.
La torre, que se compone de tres cuerpos decrecientes, fue rematada a fines del siglo XVIII con un cuerpo de campanas.
La iglesia, después de la guerra civil española, fue restaurada de los grandes destrozos que sufrió durante su transcurso.